# Triton (animal)
Triton este numele dat amfibienilor din genul Triturus, subfamilia Pleurodelinae, răspândite pe aproape tot teritoriul Europei continentale și în vestul Siberiei, de la Marea Britanie până în Anatolia și regiunea Mării Caspice. Au înfățișarea unor mormoloci de broască și au de obicei în lungul spatelui o creastă viu colorată.
Tritonul, în perioada de înmulțire, intră în bălți, apoi revine pe uscat. Masculul are pe spate o creastă de piele, iar in perioada reproducerii sale pielea capătă o culoare marmorată.